# بروميثيوس الأمريكي
بروميثيوس الأمريكي: انتصار ومأساة ج. روبرت أوبنهايمر (بالإنجليزية: American Prometheus: The Triumph and Tragedy of J. Robert Oppenheimer) هو ترجمة سيرة حياة للفيزيائي النظري ج. روبرت أوبينهايمر صدر عام 2005، كتبها كاي بيرد ومارتن ج. شيروين على مدى خمسة وعشرين عامًا. وقد فاز بالعديد من الجوائز، بما في ذلك جائزة بوليتزر عن فئة السيرة الذاتية لعام 2006.

## وصلات خارجية
- بروميثيوس الأمريكية على أرشيف الإنترنت
- عرض من بيرد وشيرون على بروميثيوس الأمريكية، 30 سبتمبر 2006، سي-سبان